# Elisa Delle Piane
Elisa Delle Piane (Montevideo, 27 de marzo de 1925 - Parque del Plata, 25 de agosto de 2008) fue una política y activista uruguaya por los derechos humanos con una fuerte connotación humanista, integrante del Frente Amplio.Egresada de Bellas Artes, con un máster en pintura.

## Biografía
Elisa Delle Piane nació en marzo de 1925 y falleció a los 83 años en agosto de 2008.
Estuvo casada con Zelmar Michelini, exsenador Colorado y posteriormente integrante del Frente Amplio, quien fue asesinado en Buenos Aires durante la época de la dictadura militar, junto con Héctor Gutiérrez Ruiz, presidente de la Cámara de Representantes hasta el golpe de Estado del 27 de junio de 1973, y los tupamaros Rosario del Carmen Barredo y William Whitelaw Blanco.
Elisa estuvo en los inicios del Frente Amplio y fue presidenta de la comisión nacional Pro-referéndum en el Uruguay.
También incursionó en la política, fue senadora suplente y se sentó en la misma banca que ocupó Zelmar Michelini.
Sus hijas Elisa y Margarita tuvieron un rol activo en la militancia política y social pre dictadura. Sus hijos Rafael y Felipe se han destacado en el ámbito político.